# Eduardo Escobar (futbolista)
Eduardo Alberto Eescobar (Ciudad de Resistencia; 22 de febrero de 1982) es un exfutbolista argentino que se desempeñaba como delantero.

## Trayectoria

### Inicios
Se formó futbolísticamente en Chaco For Ever; equipo con el que debutó en el año 1997; disputó un total de 26 partidos y convirtió 8 goles.

### Talleres de Córdoba
Llegó a Talleres de Córdoba en el año 2000; y pudo debutar en Primera División.  Es recordado por su doblete en el Clásico Cordobés; jugado el domingo 21 de abril de 2002, el cual dejaba a Belgrano de Córdoba al borde del descenso a la Primera B Nacional.

## Clubes
| Club                   | País        | Año        | PJ | Goles |
| ---------------------- | ----------- | ---------- | -- | ----- |
| Chaco For Ever         | Argentina   | 1997-1999  | 9  | 2     |
| Defensa y Justicia     | Argentina   | 2000       | 6  | 0     |
| Club Atlético Talleres | Argentina   | 2000- 2003 | 19 | 5     |
| Sarmiento              | Argentina   | 2004- 2005 | 20 | 8     |
| Club El Linqueño       | Argentina   | 2005       | 10 | 2     |
| Alianza Fútbol Club    | El Salvador | 2006       | 0  | 0     |
| Blooming               | Bolivia     | 2006       | 5  | 2     |
| Melaka United FC       | Malasia     | 2007-2008  | 0  | 0     |
| Chaco For Ever         | Argentina   | 2008-2009  | 17 | 6     |
| Club Sportivo Patria   | Argentina   | 2009-2010  | 8  | 1     |
| Sarmiento              | Argentina   | 2011       |    |       |
| C.D. Fontana           | Argentina   | 2011-2013  | 19 | 3     |
| Villa Alvear           | Argentina   | 2013-2014  |    |       |

## Palmarés

### Torneos nacionales
| Título            | Club         | País      | Año  |
| ----------------- | ------------ | --------- | ---- |
| Torneo Federativo | Fontana      | Argentina | 2011 |
| Torneo Clausura   | Villa Alvear | Argentina | 2013 |